# Ksylometazolina
Ksylometazolina – organiczny związek chemiczny, pochodna imidazoliny zawierająca podstawioną grupę benzylową. Stosowana (podobnie jak jej hydroksylowa pochodna, oksymetazolina) jako lek o działaniu sympatykomimetycznym, głównie bezpośrednio na receptory α-adrenergiczne.

## Działanie
Stosowana miejscowo jest lekiem obkurczającym naczynia krwionośne nosa, przez co zmniejsza obrzęk i przekrwienie błony śluzowej. Po kilku minutach od aplikacji następuje udrożnienie nosa, znaczne ułatwienie choremu oddychania i zmniejsza się ilość wydzieliny.

## Wskazania do stosowania
Leczenie pomocnicze:
- ostrego zapalenia błony śluzowej nosa pochodzenia wirusowego lub bakteryjnego
- ostrego lub przewlekłego zaostrzającego się zapalenia zatok przynosowych
- alergicznego zapalenia błony śluzowej nosa
- ostrego zapalenia ucha środkowego (w celu udrożnienia trąbki słuchowej).

## Przeciwwskazania
- nadwrażliwość na ksylometazolinę
- zanikowe zapalenie błony śluzowej nosa
- pacjenci po zabiegach chirurgicznych prowadzonych przeznosowo (np. przezklinowe usunięcie przysadki) lub po innych zabiegach przebiegających z odsłonięciem opony twardej
- wiek pacjenta poniżej 2 lat.

## Środki ostrożności
- Nie należy stosować u pacjentów z przewlekłym lub naczynioruchowym zapaleniem błony śluzowej nosa.
- Podawać ze szczególną ostrożnością u pacjentów z nadwrażliwością na substancje adrenomimetyczne objawiającą się:
  - bezsennością, zawrotami głowy
  - drżeniem
  - zaburzeniami rytmu serca i podwyższonym ciśnieniem tętniczym i innymi chorobami układu krążenia.
- Ostrożnie również u pacjentów z:
  - cukrzycą
  - jaskrą z wąskim kątem przesączania
  - rozrostem gruczołu krokowego
  - nadczynnością tarczycy.
- W związku z potencjalnym, ogólnoustrojowym działaniem obkurczającym naczynia, substancji nie należy stosować w czasie ciąży.
- Niektóre preparaty dostępne w Polsce[3] zawierają chlorek benzalkoniowy jako środek konserwujący, co może powodować podrażnienie błony śluzowej nosa.
- Podczas długotrwałego stosowania lub w dawkach większych niż zalecane, preparat może zaburzać zdolność prowadzenia pojazdów i obsługę maszyn.
- Stosowanie preparatu przez okres dłuższy niż zalecany może doprowadzić do wtórnego polekowego zapalenia błony śluzowej nosa.

## Interakcje
Podobnie jak w przypadku innych leków sympatykomimetycznych, może wystąpić nasilenie ogólnoustrojowego działania ksylometazoliny podczas jednoczesnego stosowania z inhibitorami monoaminooksydazy (IMAO), trój- i czteropierścieniowymi lekami przeciwdepresyjnymi. Należy unikać jednoczesnego stosowania substancji z innymi lekami sympatykomimetycznymi (np. efedryna, pseudoefedryna) ze względu na sumowanie się działania.

## Działania niepożądane
Miejscowe:
- podrażnienie i suchość błony śluzowej nosa
- uczucie pieczenia w nosie i gardle
- kichanie.

Bardzo rzadko występują objawy działania ogólnoustrojowego takie jak:
- nudności
- ból głowy
- osłabienie, zmęczenie, senność
- zaburzenia widzenia
- reakcje alergiczne
- kołatanie serca, przyspieszenie czynności serca, wzrost ciśnienia tętniczego.

## Dawkowanie
Leków zawierających ksylometazolinę nie należy stosować dłużej niż 3-5 dni.
Preparaty o stężeniu 0,05% przeznaczone są do stosowania u dzieci do 12 lat: zwykle stosuje się 1-2 krople do każdego otworu nosowego 1-2 razy na dobę.
Preparaty o stężeniu 0,1% przeznaczone są dla dorosłych i dzieci powyżej 12 lat: standardowo 2-3 krople do każdego otworu nosowego nie więcej niż 3 razy w ciągu doby.

## Przedawkowanie
W rzadkich przypadkach niezamierzonego przedawkowania, szczególnie u dzieci, mogą wystąpić zwłaszcza takie objawy, jak: przyspieszona lub niemiarowa czynność serca, podwyższone ciśnienie tętnicze i czasami zaburzenia świadomości.
Nie ma specyficznego leczenia. Należy zastosować leczenie objawowe.

## Preparaty
Dostępne w Polsce preparaty proste to Orinox, Otrivin, Sudafed XyloSpray, Xedine HA, Xylogel, Xylometazolin i Xylorhin.
Dostępne w Polsce preparaty złożone:
- Nasic – ksylometazolina + dekspantenol
- Otrivin Duo  – ksylometazolina + bromek ipratropiowy